# Albert Parker
Albert Parker (11 de mayo de 1885 – 10 de agosto de 1974) fue un director, productor, actor y guionista cinematográfico estadounidense.

## Resumen biográfico
Nacido en la ciudad de Nueva York, Estados Unidos, Parker dirigió 36 producciones entre 1917 y 1938. 
Albert Parker falleció en Londres, Inglaterra, en 1974.

## Filmografía seleccionada
- Shifting Sands (1918)
- The Secret Code (1918)
- Sherlock Holmes (1922)
- The Rejected Woman (1924)
- The black pirate (1926)
- The Love of Sunya (1927)
- The Right to Live (1932)
- After Dark (1932)
- Rolling in Money (1934)
- The Third Clue (1934)
- The Riverside Murder (1935)
- The White Lilac (1935)
- Late Extra (1935)
- Blind Man's Bluff (1936)
- Troubled Waters (1936)
- There Was a Young Man (1937)
- The Five Pound Man (1937)
- Strange Experiment (1937)
- Second Thoughts (1938)
- Murder in the Family (1938)